# Sphecodes patruelis
Sphecodes patruelis är en biart som beskrevs av Cockerell 1913. Sphecodes patruelis ingår i släktet blodbin, och familjen vägbin. Inga underarter finns listade i Catalogue of Life.